# Prionostemma hadrus
Prionostemma hadrus is een hooiwagen uit de familie Sclerosomatidae.